# ウルトラマン怪獣大決戦
『ウルトラマン怪獣大決戦』（ウルトラマン かいじゅうだいけっせん）は、テレビドラマ『ウルトラマン』第2話・第3話・第8話・第16話・第25話をオムニバス形式に再編集して作られた日本の映画作品で、1979年7月21日に富士映画系で公開された。同時上映は『ウルトラマンレオ かなしみのさすらい怪獣』。

## 概要
ウルトラシリーズが3度目のブームを迎える中、興行的に成功した『実相寺昭雄監督作品ウルトラマン』、『ウルトラ6兄弟VS怪獣軍団』の後を受け、「ウルトラ映画第3弾」として7月公開の夏休みラインナップとして編成されて劇場公開された。『実相寺昭雄監督作品ウルトラマン』が監督の作風のために比較的異色作の印象が強いエピソードを中心に構成されたため、本作品においてはウルトラマンと人気怪獣の対戦をセールスポイントにした娯楽色の強いエピソードが選択された。使用されたのは「侵略者を撃て」・「科特隊出撃せよ」・「怪獣無法地帯」・「科特隊宇宙へ」・「怪彗星ツイフォン」である。一つのエピソードが終わると、別の日や翌日として次の話が始まるという展開だった。
また、プロローグやエピソード間のビートル飛行シーンをはじめとするいくつかのイメージシーンが新規撮影され、公開当時のウルトラファミリーが勢揃いしている。その際、本来はアニメ『ザ☆ウルトラマン』に登場するウルトラ戦士のウルトラマンジョーニアスが実写としてもデビューを飾っている。
キャッチコピーは「ウルトラ12人ファミリーと10大怪獣… 画面を揺さぶる最後の闘い！」。

### 新規撮影場面
プロローグでウルトラファミリーが集合してウルトラ兄弟が紹介され、その中からウルトラマンキングに選ばれた初代ウルトラマンが地球への派遣を命じられる。この場面で、ウルトラマンジョーニアスとベドランの戦闘シーンが新規撮影され、初めて実写で紹介された。
本編では、東京・聖徳記念絵画館前での地上戦シーンが新規撮影され、バルタン星人が分身の術を駆使してウルトラマンを苦しめる描写などが追加された。そのスチールは、シングル「ウルトラ愛の鐘」の裏ジャケットに使われている。
バルタン星人の宇宙船を爆破した初代ウルトラマンの安否をウルトラファミリーが気遣うシーンと、その生存を確認して喜ぶシーンもあったが、カットされた。この映像は1990年代にパック・イン・ビデオから発売されたVHSビデオ『THE ウルトラ伝説 ベストメモリアル・コレクション』で確認できる。

## キャスト
- ムラマツキャップ - 小林昭二
- ハヤタ隊員 - 黒部進
- アラシ隊員 - 毒蝮三太夫
- イデ隊員 - 二瓶正也
- フジ・アキコ隊員 - 桜井浩子
- ホシノ・イサム少年 - 津沢彰秀
- 防衛隊幕僚長 - 藤田進
- 岩本博士 - 平田昭彦
- 松井所員 - 松本朝夫
- 防衛隊幕僚 - 幸田宗丸
- 毛利博士 - 池田忠夫
- 城のガイド - 林家珍平
- 伊和送電所職員 - 小高まさる
- 父親・透明怪獣ネロンガ - 中島春雄
- ナレーター - 浦野光、内海賢二（予告編）

### スーツアクター
- ウルトラマン - 古谷敏、荻原紀（新規撮影部分）
- バルタン星人 - 二家本辰巳（新規撮影部分）[6]※ノンクレジット

## スタッフ
- 配給 - 富士映画株式会社
- 製作 - 円谷プロダクション
- 製作 - 円谷皐
- 総編集 - 浦岡敬一
- 音楽 - 宮内国郎、冬木透
- 構成 - 若槻文三
- プロデューサー補 - 福井顕
- 製作協力 - 円谷エンタープライズ、円谷音楽出版（玉川静）
- 監督 - 宍倉徳子

### エンドロール
- 監修 - 円谷英二
- 脚本 - 金城哲夫、上原正三、千束北男、山田正弘、若槻文三
- 撮影 - 福沢康道、内海正治
- 照明 - 山口偉治、高島利雄、牛場賢二
- 美術 - 岩崎致躬、山口修、小川富美夫
- 効果 - 西本定正、伊藤克己
- 編集 - 近藤久、柳川義博、兼子玲子
- 助監督 - 吉高勝之、鈴木俊継、中島俊彦
- 製作担当 - 熊谷建、上村宏、守田康司、坂本至徳
- 特撮スタッフ
  - 撮影 - 佐川和夫、鈴木清
  - 照明 - 原勲、小林哲也
  - 美術 - 成田亨、深田達郎
  - 助監督 - 大木淳、山本正孝
  - 視覚効果 - 中野稔
  - タイトル - 兵頭文造
  - 操演 - 沼里貞重、上松盛明
- 録音所 - キヌタ・ラボラトリー、アイオスタジオ
- 録音 - 堀内戦治
- 現像所 - 東京現像
- プロデューサー - 三輪俊道、樋口祐三、市川利明、末安昌美
- 特殊技術 - 高野宏一、的場徹
- 監督 - 飯島敏宏、円谷一

## 登場ウルトラマン
- 初代ウルトラマン
- ウルトラマンキング
- ウルトラの父
- ウルトラの母
- ゾフィー
- ウルトラセブン
- ウルトラマンジャック
- ウルトラマンエース
- ウルトラマンタロウ
- ウルトラマンレオ
- アストラ
- ウルトラマンジョーニアス

## 登場怪獣・宇宙人
- 宇宙怪獣 エレキング
- 宇宙恐竜 ゼットン（二代目）
- 宇宙大怪獣 アストロモンス
- 古代超獣 カメレキング
- 変身怪人 アトランタ星人
- 火山怪鳥 バードン
- は虫怪獣 ベドラン
- 吸血植物 ケロニア
- 怪奇植物 スフラン
- 地底怪獣 マグラー
- 友好珍獣 ピグモン
- どくろ怪獣 レッドキング[注 2]
- 有翼怪獣 チャンドラー
- 透明怪獣 ネロンガ
- 宇宙忍者 バルタン星人（初代）[注 3]
- 宇宙忍者 バルタン星人（2代目）
- 冷凍怪獣 ギガス
- 彗星怪獣 ドラコ
- どくろ怪獣 レッドキング（2代目）[注 4]

## 主題歌
主題歌「ウルトラ・愛の鐘」 / 「ウルトラマン物語」
作詞 - 谷のぼる、作曲・編曲 - 冬木透、歌 - 水木一郎・コロムビアゆりかご会。
挿入歌「ウルトラマンの歌」（テレビシリーズの流用）
作詞 - 東京一、作曲・編曲 - 宮内國郎、歌 - みすず児童合唱団、コーロ・ステルラ

## 映像ソフト化
- 2006年9月13日にシリーズ40周年と『ウルトラマンメビウス&ウルトラ兄弟』の劇場公開を記念し、DVDが発売された。
- 2011年4月7日にシリーズ45周年を記念して発売された『ウルトラシリーズ45周年記念 メモリアルムービーコレクション 1966-1984 DVD-BOX』に、本作品も収録されている[7]。

## テレビ放送
1984年7月25日には日本テレビ系『水曜ロードショー』で夏休み特別企画として放送された。